# 玉门市第一中学
玉门市第一中学，簡稱玉门一中，是中国甘肃省玉门市的一所公办普通中学，玉门市重点建设的示范高中。校址位于玉门市新市区人民路5号。

## 历史
- 1954年8月，玉门矿务局子弟中学成立，校址设在酒泉市南郊石油新村。
- 1955年9月，学校搬迁至玉门油矿矿区（现玉门市老市区管理委员会辖地）。
- 1955年12月26日，国务院批准成立玉门市，校名改为玉门市第一中学。
- 1966年8月，学校更名为玉门市红卫中学。
- 1979年，恢复了玉门市第一中学的校名（简称玉门一中）。
- 2009-2010年，学校搬迁至玉门市新市区，与玉门市高级中学合并，合并后校名仍为玉门市第一中学。